# 沌口之战
沌口之战，567年（南陈光大元年、北周天和二年、后梁天保六年）五月至568年三月，南陈将领吴明彻率军在沌口（今湖北省武汉市汉阳区西南的古沌水入长江之口）击败北周、后梁进行的作战。
南陈韩子高谋叛事泄被杀，567年，湘州（今湖南省长沙市）刺史华皎得知后遣使暗结北周，归附后梁。五月，南陈主持政务的安成王陈顼派吴明彻率三万水军进取郢州（今湖北省武汉市），继任湘州刺史。征南大将軍淳于量率水军五万跟进。再派冠武将军杨文通率步军从安城（今江西省安福县西）向茶陵（今湖南省茶陵县东）进军，巴山郡太守黄法慧从宜阳（今江西省宜春市）向醴陵进军，联合攻打华皎。六月，陈帝陈伯宗任命司空徐度为车骑将军，统帅诸军，从陆路攻打湘州。华皎求救于后梁、北周。
闰六月，周武帝派襄州（今湖北省襄阳市）总管、卫公宇文直率军，下辖柱国陆通、大将军田弘、率领水军的权景宣、率领陆军的元定等，援助华皎。九月，梁明帝派柱国王操率二万水军，援助华皎。淳于量驻军夏口（今武汉市黄鵠山下）。宇文直驻军鲁山（今汉阳区东北），派元定率领数千步骑军围攻郢州。华皎驻军巴州白螺洲（今湖北省监利市东南），与吴明彻对峙。陈朝司空徐度、冠武将军杨文通从山路西进袭取湘州，将华皎所留军士家属全部俘虏。华皎这时从巴陵和周梁水军顺流东下，与陈军在沌口交战。淳于量、吴明彻将军中小船集中起来，率先承受周梁水军的拍炮。敌人拍炮发尽，大船还击。陈军拍炮于是击碎周梁船舰，在沌口中游沉没。周梁水军纵火想要焚烧陈舰，但是风向转变，周梁水军被烧。华皎、宇文直坐着小船逃回江陵。元定被徐度俘虏。吴明彻于是攻下后梁的河东郡（今湖北省松滋县附近）。568年三月，吴明彻攻打后梁国都江陵，掘开大堤引水灌城。梁明帝退到纪南城。后梁将领马武、吉彻击败陈軍。梁明帝才能返回江陵。
战后，宇文直归咎梁柱国殷亮，梁帝明知殷亮无辜却无可奈何，诛杀殷亮。